# Zuch (powieść)
Zuch (ang. A Boy’s Own Story, Spowiedź chłopca) – powieść autobiograficzna napisana przez Edmunda White’a.
Zuch jest pierwszą częścią trylogii, ukazującą okres dojrzewania młodego chłopaka oraz życie homoseksualisty w latach 50. XX wieku. Kontynuacją trylogii są powieści The Beautiful Room Is Empty (1988) oraz The Farewell Symphony (1997).
Książka ukazała się w Stanach Zjednoczonych 28 września 1982 nakładem wydawnictwa Dutton Adult. Polskojęzyczne wydanie w przekładzie Jerzego Jarniewicza ukazało się w 1998, a wydawcą był Państwowy Instytut Wydawniczy. W 2012 ukazało się wznowienie, wydane przez Biuro Literackie.